# 塩浜町 (堺市)
塩浜町（しおはまちょう）は、大阪府堺市堺区にある地名。2024年現在丁を持たない単独町名である。住居表示は未実施。

## 地理
堺区の北西部に位置する。東は海山町、山本町、神南辺町、北は築港八幡町に接する。

### 河川
- 古川（内川）

### 港湾
- 堺泉北港

## 歴史

### 沿革
- 1943年（昭和18年）、堺市立花通1 - 10丁の一部と埋立地より塩浜町成立[6]。
- 2006年（平成18年）、堺市が政令指定都市に移行し、行政区を設置。塩浜町は堺区の所属となる。

## 学区
市立小・中学校に通う場合、学区は以下の通りとなる。
| 町名   | 番地 | 小学校           | 中学校           |
| ------ | ---- | ---------------- | ---------------- |
| 塩浜町 | 全域 | 堺市立三宝小学校 | 堺市立月州中学校 |

## 事業所
2021年（令和3年）現在の経済センサス調査による事業所数と従業員数は以下の通りである。
| 町名   | 事業所数 | 従業員数 |
| ------ | -------- | -------- |
| 塩浜町 | 9事業所  | 354人    |

## 交通

### バス
2024年1月現在
- 南海バス[9]
  - 16・17・81・81L・83・83L・84・84L・85・85L・86・86L系統：塩浜町

## 施設
- 大阪港湾局 堺泉北港湾事務所

## 郵便
- 郵便番号：590-0981[3]（集配局：堺郵便局[10]）。